# Aerenea batesi
Aerenea batesi là một loài bọ cánh cứng trong họ Cerambycidae.